# Oreodera rufofasciata
Oreodera rufofasciata es una especie de escarabajo longicornio del género Oreodera, tribu Acrocinini, subfamilia Lamiinae. Fue descrita científicamente por Bates en 1861.
El período de vuelo ocurre durante los meses de julio y agosto.

## Descripción
Mide 12,7-15 milímetros de longitud.

## Distribución
Se distribuye por Brasil, Ecuador y Perú.